# العلاقات المارشالية الكوبية
العلاقات المارشالية الكوبية هي العلاقات الثنائية التي تجمع بين جزر مارشال وكوبا.

## مقارنة بين البلدين
هذه مقارنة عامة ومرجعية للدولتين:
| وجه المقارنة                                              | جزر مارشال                     | كوبا                              |
| --------------------------------------------------------- | ------------------------------ | --------------------------------- |
| المساحة (كم2)                                             | 181                            | 109.88 ألف                        |
| عدد السكان (نسمة)                                         | 53.13 ألف                      | 11.48 مليون                       |
| الكثافة السكانية (ن./كم²)                                 | 29.35 ألف                      | 104.48                            |
| العاصمة                                                   | ماجورو                         | هافانا                            |
| اللغة الرسمية                                             | لغة إنجليزية، اللغة المارشالية | اللغة الإسبانية                   |
| العملة                                                    | دولار أمريكي                   | بيزو كوبي، بيزو كوبي قابل للتحويل |
| الناتج المحلي الإجمالي (بليون دولار)                      | 199.40 مليون                   | 87.13 مليار                       |
| الناتج المحلي الإجمالي (تعادل القوة الشرائية) بليون دولار | 207.25 مليون                   |                                   |
| الناتج المحلي الإجمالي الاسمي للفرد دولار أمريكي          | 3.38 ألف                       |                                   |
| الناتج المحلي الإجمالي للفرد دولار أمريكي                 | 3.80 ألف                       |                                   |
| مؤشر التنمية البشرية                                      |                                | 0.769                             |
| رمز المكالمات الدولي                                      | +692                           | +53                               |
| رمز الإنترنت                                              | .mh                            | .cu                               |
| المنطقة الزمنية                                           | ت ع م+12:00                    | 00                                |

## منظمات دولية مشتركة
يشترك البلدان في عضوية مجموعة من المنظمات الدولية، منها:
| علم المنظمة | اسم المنظمة                                 | تاريخ انضمام جزر مارشال | تاريخ انضمام كوبا |
| ----------- | ------------------------------------------- | ----------------------- | ----------------- |
|             | يونسكو                                      | 30 يونيو 1995           | 29 أغسطس 1947     |
|             | الاتحاد الدولي للاتصالات                    | 22 فبراير 1996          | 16 يناير 1918     |
|             | منظمة الشرطة الجنائية الدولية               | ?                       | ?                 |
|             | الأمم المتحدة                               | 17 سبتمبر 1991          | 24 أكتوبر 1945    |
|             | منظمة حظر الأسلحة الكيميائية                | ?                       | ?                 |
|             | مجموعة دول أفريقيا والكاريبي والمحيط الهادئ | ?                       | ?                 |
|             | تحالف الدول الجزرية الصغيرة                 | ?                       | ?                 |

## وصلات خارجية
- موقع وزارة الخارجية الكوبية